# Cyphostemma kundelunguense
Cyphostemma kundelunguense är en vinväxtart som beskrevs av F. Malaisse. Cyphostemma kundelunguense ingår i släktet Cyphostemma och familjen vinväxter. Inga underarter finns listade i Catalogue of Life.